# 田崎三陽自動車学校
田崎三陽自動車学校（たさきさんようじどうしゃがっこう）は、熊本県熊本市西区田崎に所在する自動車教習所。上熊本三陽自動車学校とともに、野田グループ（本社：熊本市東区健軍1丁目1-15 野田ビル）が運営する。

## 概要

### 取得免許
- 普通自動車免許
- 大型自動二輪免許
- 普通自動二輪免許
- 普通自動二輪（小型限定）免許

## 周辺
- 熊本駅